# Programa Vosjod
Vosjod (en ruso: Восход, traducido como Amanecer) es la segunda parte del programa espacial soviético de vuelos espaciales tripulados y el primero multiplaza, destinado al estudio sobre el comportamiento humano en el exterior de la cápsula en las actividades extravehiculares (EVA). Fue desarrollado por el ingeniero Serguéi Koroliov en la oficina de diseño OKB-1. La Vosjod era una evolución de la anterior nave soviética, la Vostok. Se efectuaron dos vuelos tripulados y otros tres sin tripulación, estos últimos denominados Cosmos 47, Cosmos 57 y Cosmos 110. 

## Diseño básico

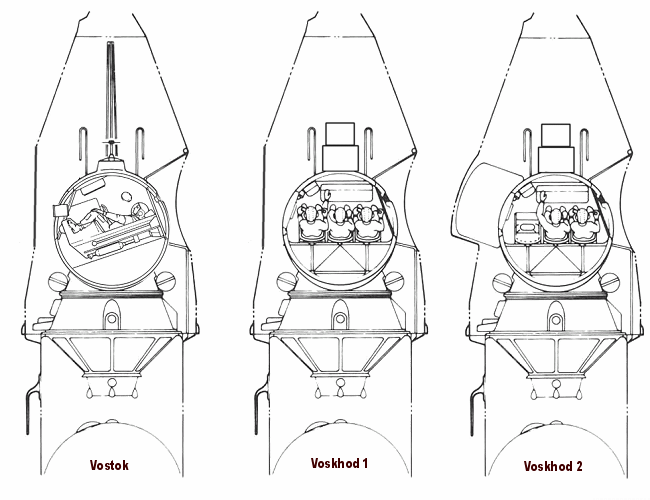
Situación comparativa de la tripulación en las naves Vostok, Vosjod 1 y Vosjod 2.

La Vosjod partía del diseño de la anterior nave tripulada soviética, la Vostok. Al igual que esta, la Vosjod consistía en un módulo de descenso esférico de 2,3 metros de diámetro (apodado shárik) donde se alojaban los cosmonautas y un módulo de servicio cónico con el motor de frenado principal, el combustible y varios equipos.
Las diferencias fundamentales entre las dos naves eran:
- Las Vosjod podían llevar hasta 3 cosmonautas (las Vostok solo 1).
- Las Vosjod podían efectuar salidas extravehiculares (las Vostok no). Para ello contaban con una esclusa inflable de 250 kg (Vosjod 2). La cápsula se lanzaba con la esclusa desinflada, que tenía 70 cm de diámetro y 77 de alto. Una vez inflada tenía 1 m de diámetro por dentro, 1,2 por fuera y una longitud de 2,5 m. Para regresar a tierra, la esclusa era abandonada en el espacio.
- Se esperaba que las Vosjod pudieran realizar vuelos de más de 22 días, frente a los 5 días de las Vostok.
- Las Vosjod contaban con un sistema de aterrizaje suave "Elbrús". Dicho sistema funcionaba con retrocohetes instalados en el paracaídas y que se activaban gracias a sensores (colgados en las cuerdas del paracaídas) que detectaban cuándo la cápsula estaba a punto de tocar tierra. En cambio, las Vostok no tenían ningún sistema de aterrizaje suave y el cosmonauta saltaba de la cápsula para posarse con su propio paracaídas.
- Las Vosjod incluían un motor de frenado de reserva para sacar la nave de órbita. Por su parte, las Vostok no lo tenían y, en previsión de que la nave no pudiera bajar de órbita por sus propios medios, se la colocaba en una órbita suficientemente baja como para que el rozamiento atmosférico la bajara por sí solo. Gracias a que las Vosjod contaban con este sistema de frenado redundante, se las podía enviar a órbitas más altas con seguridad.
- Las Vosjod pesaban más que las Vostok (5682 kg frente a 4730 kg), por lo que fue necesario modificar el cohete Vostok (8A92-R-7) ampliándole su tercera etapa para transformarlo en el cohete Vosjod (11A57).
- En las Vosjod no se pudo adaptar el asiento eyectable de las Vostok. Dicho asiento permitía al cosmonauta escapar de la nave en caso de emergencia (y también debía usarse para aterrizar). En las Vosjod, para poder acomodar a más tripulantes, se tuvo que colocar a éstos perpendicularmente a la compuerta, lo que dificultaba seriamente la evacuación de la nave.
- A pesar de que se modificó la orientación de los asientos, no se hizo lo mismo con los instrumentos, por lo que los cosmonautas debían girar el cuello para leerlos.
- Los cosmonautas de las Vosjod debían volar sin trajes espaciales por falta de espacio en el interior de la cápsula.

## Vehículos del programa

### Cosmos 47
- Cosmos 47 (6 de octubre de 1964): prueba previa de la cápsula Vostok modificada (Vosjod). Lanzada sin tripulación, fue ubicada en una órbita de 177 × 413 km. Los equipos respondieron correctamente, permaneciendo en órbita durante 24 horas y regresando a la Tierra.

### Vosjod 1
- Vosjod 1 (12 de octubre de 1964): primera misión espacial con tres personas y sin el apoyo de trajes espaciales. Tripulación:

1. Vladímir Komarov - Comandante
2. Konstantín Feoktistov - Ingeniero de Vuelo
3. Boris Yegorov - Médico

Fue lanzada el 12 de octubre de 1964 mediante un vector de lanzamiento A-2 en su versión V con una longitud de 45 m, un peso 310 t al despegue y una capacidad de lanzamiento de 5,5 t. Permaneció en órbita durante 24 horas. 

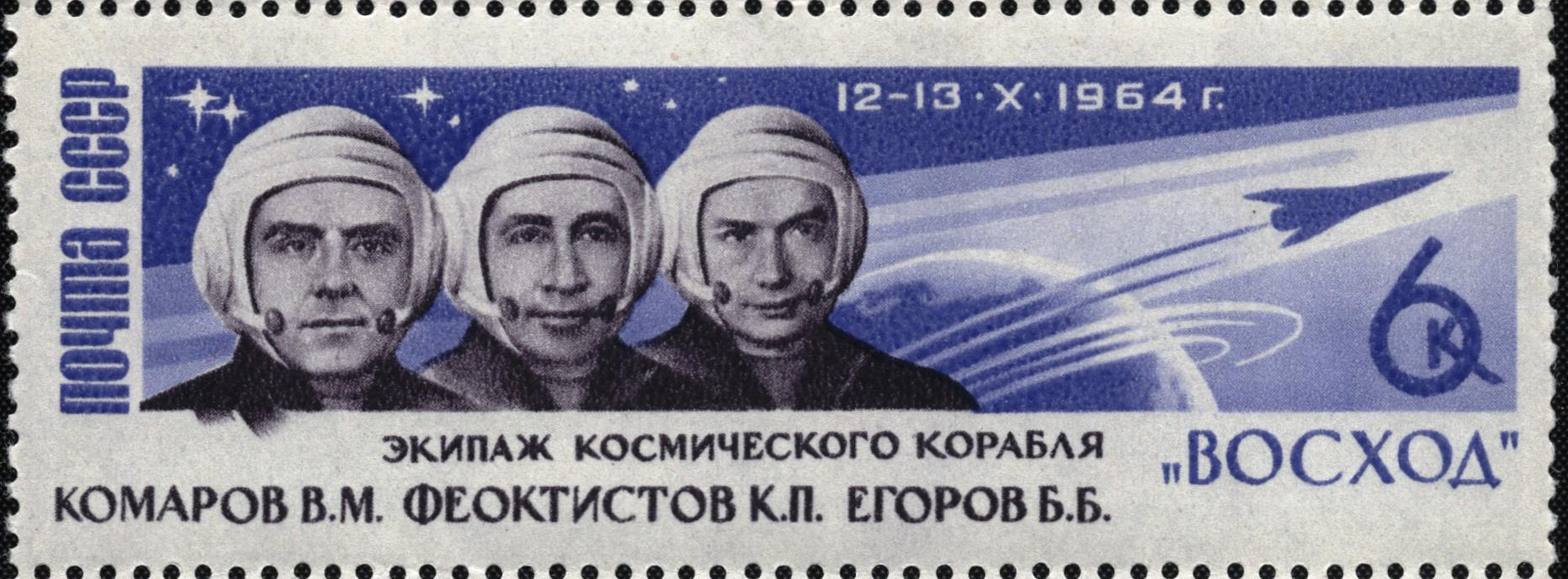
Komarov, Feoktístov y Yegórov.

La diferencia con los anteriores vuelos tripulados realizados, residía en su órbita, de 178 × 409 km, que permitía efectuar un regreso mediante el empleo de retrocohetes. Otra de las diferencias era que los tripulantes no emplearon trajes espaciales, sino simples monos de trabajo, gracias a los avanzados sistemas de apoyo vital, a la elevada seguridad de la cápsula espacial y al escaso espacio disponible.

### Cosmos 57
- Cosmos 57 (22 de febrero de 1965): prueba previa de las características añadidas a la posterior nave Vosjod 2, como la esclusa extensible y el sistema de presurización. Lanzada sin tripulación (llevaba como carga dos maniquíes), se desintegró en órbita, fracasando la misión.

### Cosmos 59
- Cosmos 59 (7 de marzo de 1965): debido a que en el anterior intento no se había podido poner a prueba la reentrada de una cápsula con la esclusa extensible, se lanzó esta nave tipo Zenit-4 (similar a la Vostok), con la esclusa. Fue recuperada con éxito.[1]

### Vosjod 2

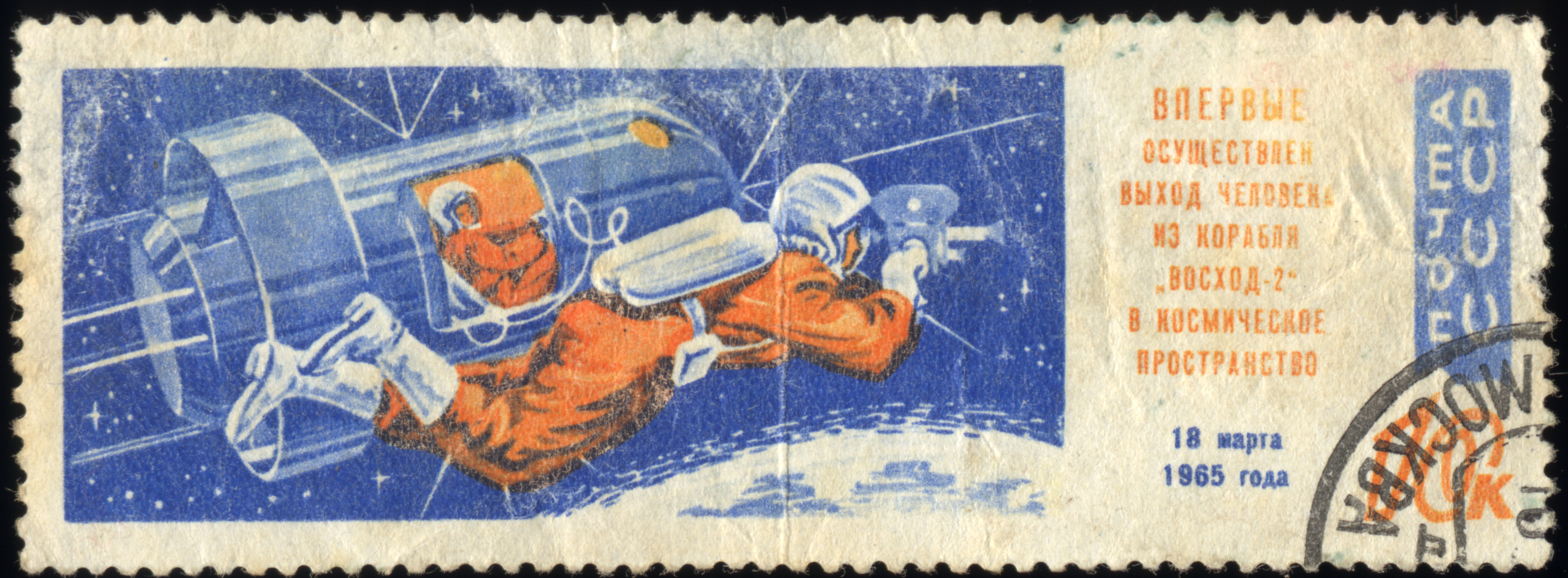
El primer paseo espacial. Vosjod 2.

- Vosjod 2 (18 de marzo de 1965): primer paseo espacial de la historia. Leónov se convirtió en el primer ser humano en salir al espacio exterior durante 10 minutos. Tripulación:

1. Pável Beliáyev - Comandante
2. Alekséi Leónov - Piloto

La Vosjod 2 era una astronave biplaza pilotada, diseñada para realizar una E.V.A. en la cual el copiloto podía salir al exterior a través de un compartimento estanco. La nave en sí constaba de un habitáculo hermético que alojaba a la tripulación, a sus equipos vitales, aparatos de TV, vídeo, control de instrumentos, sensores médicos y espaciales, transmisores y un equipo direccional de radio para el descenso y aterrizaje.

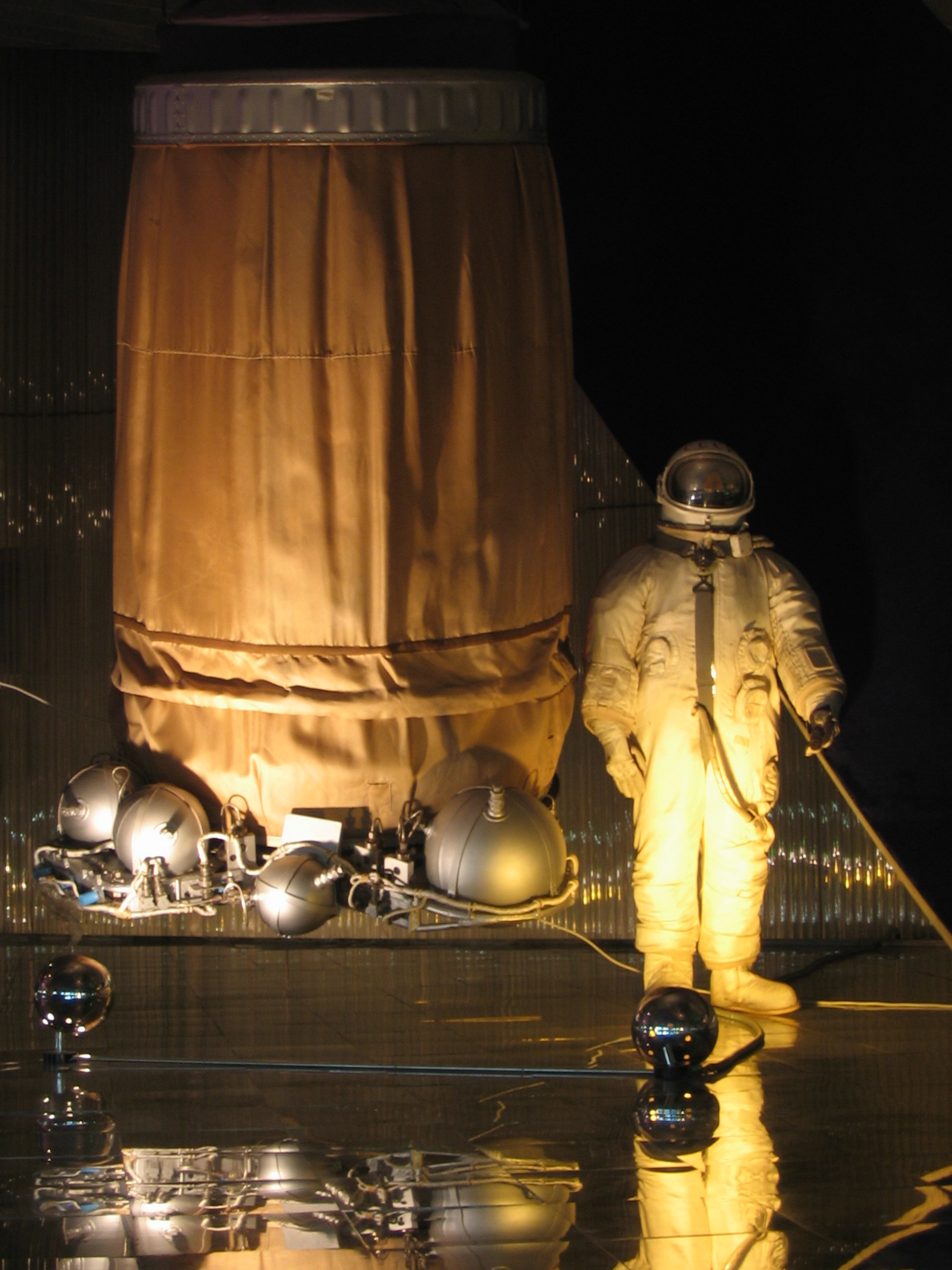
Esclusa y traje como los empleados en la Vosjod 2.

La cabina tenía tres ventanillas protegidas por un sistema de persianas desde las cuales se podían realizar observaciones visuales, así como fotografiar y realizar filmaciones. El sistema de instrumentos consistía en una cápsula hermética con el motor de frenado y diverso equipo, entre el que figuraba tanques con gas a presión, oxígeno comprimido para los tripulantes y para la ventilación de los trajes, así como los motores de orientación y una reserva de oxígeno para emergencia en caso de despresurización.
Las antenas de radio y el disipador de calor para los sistemas de control térmico se encuentran en la parte exterior de la cápsula de instrumentos, y se separaba de la cápsula habitada al retorno desintegrándose en la atmósfera. Permaneció en órbita durante 26 horas.

### Cosmos 110
- Cosmos 110 (22 de febrero de 1966): prototipo mejorado de prueba para el posterior vuelo previsto de la Vosjod 3. Se introdujeron diversas modificaciones en el habitáculo principal. Colocada en una órbita de 190 × 882 km y una inclinación de 51'9°, llevaba a bordo a dos perros, Veterok (Ветеро́к, ‘vientecito’) y Ugolyok (Уголёк, ‘ámbar’). Tras 22 días en órbita, la cápsula aterrizó y los animales fueron recuperados sanos y salvos.

### Vosjod 3 y otras misiones canceladas
- Vosjod 3 (prevista para noviembre de 1966). Tripulación:

1. Gueorgui Stepánovich Shonin - Comandante
2. Borís Valentínovich Volýnov - Piloto

La misión Vosjod 3, así como otras posteriores, debía contar con un nuevo sistema de soporte vital, permitiendo a una tripulación de dos personas permanecer más de 2 semanas en el espacio. Además, reorientaron los paneles de mando y mejoraron los sistemas de seguridad, en especial las balizas, tras los problemas acaecidos con la Vosjod 2. Hasta octubre de 1966, Mishin estuvo preparando la cápsula, que ya estaba en el edificio de ensamblaje de Baikonur, pero a partir de allí, dado que el Kremlin había perdido interés en el proyecto, su desarrollo quedó paralizado. La misión, aunque oficialmente nunca fue cancelada, no llegó a volar.
La misión, de haber despegado, hubiera tenido a bordo a Gueorgui Shonin y Borís Volynov, quienes recibieron entrenamiento en tierra de cara al planeado vuelo. Fueron también reclutados para esta misión como equipo suplente Vladímir Shatálov y Gueorgui Timoféyevich Beregovói.
Junto a la abortada Vosjod 3, se encontraban una serie de posteriores proyectos propuestos:
- Vosjod 4: misión de 20 días de duración.
- Vosjod 5: misión de 10 días de duración con una tripulación íntegramente compuesta por mujeres.
- Vosjod 6: vuelo de perfeccionamiento de técnicas de maniobravilidad durante actividades extravehiculares.
- Vosjod 7: producción de gravedad artificial mediante rotación.

## Proyecto de gravedad artificial
Koroliov se mostró ya en el programa Vostok muy interesado en realizar un experimento de gravedad artificial. Eso permitiría afrontar con menos riesgos estancias prolongadas en el espacio, como sucede en los viajes interplanetarios. Koroliov consideró la posibilidad de utilizar la Vosjod para tal fin, pero, tras la cancelación del programa, se pasó el objetivo al programa Soyuz.
La gravedad artificial se hubiera conseguido a partir de dos componentes (que, en el caso de la Vosjod hubieran sido la propia nave y la última etapa del cohete, denominada Bloque I). Estas dos piezas se hubieran separado, pero habrían permanecido unidas por un cable. La rotación del conjunto habría provisto la deseada gravedad artificial, alcanzando un máximo aproximado de 1/6 de G.
Tras la muerte de Koroliov, se pasó el proyecto a su sucesor, Vasily Mishin, que lo canceló, si bien los estadounidenses lo recuperaron para su programa espacial, intentando ponerlo en práctica durante el vuelo de la Gemini 11.